# Wierzbna (Grodków)

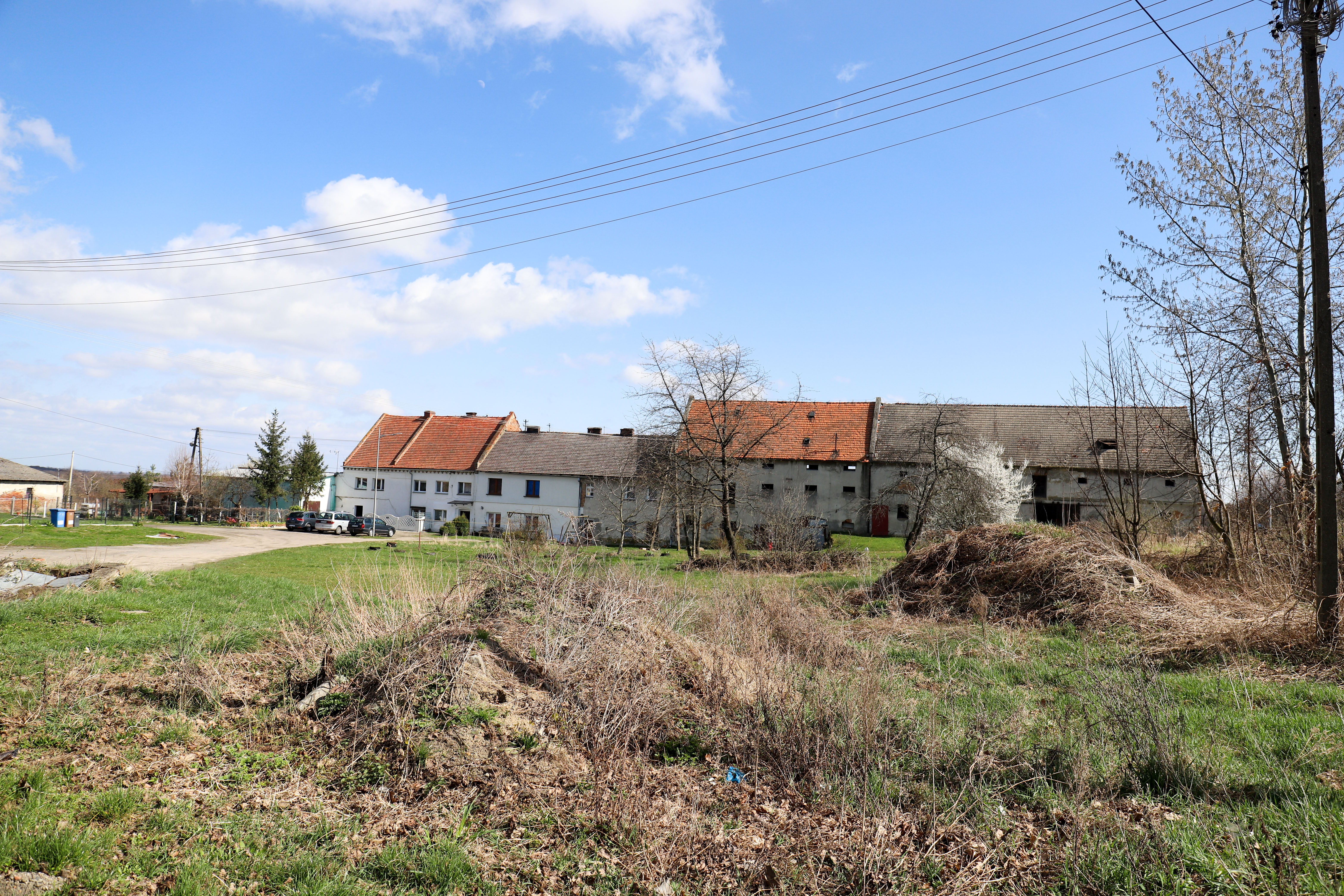
Ortsansicht (2024)

Wierzbna  (deutsch: Würben) ist ein Dorf in der Gemeinde Grodków (Grottkau) in der Woiwodschaft Opole in Polen.

## Geographie
Das Straßendorf Wierzbna liegt im Westen der historischen Region Oberschlesien im Grottkauer Land, acht Kilometer südwestlich von Grodków, etwa 35 Kilometer südwestlich von Brzeg (Brieg) und etwa 45 Kilometer westlich von Opole, in der Schlesischen Tiefebene. Durch den Ort verläuft die Woiwodschaftsstraße Droga wojewódzka 385. Westlich des Dorfes verläuft die Grenze zur Woiwodschaft Niederschlesien.
Nachbarorte von Wierzbna sind im Südwesten Gierów (Gührau), im Norden Mikołajowa (Niklasdorf) und im Osten Jędrzejów (Endersdorf).

## Geschichte
„Wyrbna“ war ein Rittersitz, der 1343 von der Stadt Grottkau erworben wurde, mit der es ein Jahr später an das bischöfliche Fürstentum Neisse (Bistumsland) gelangte, das seit 1342 ein Lehen der Krone Böhmen war. Für das Jahr 1379 ist eine Scholtisei belegt. 1370 war es im Besitz eines Neffen des Bischofs Preczlaw von Pogarell. 1371 wurde es als Wirbin erwähnt und 1379 als Wirbna. 1425 bestand es aus vier zinsbaren Hufen, wovon zwei wüst lagen. Auf zwei Hufen mussten jährlich drei Pfund Pfeffer entrichtet werden, die der Bischof seinem Gefolgsmann, dem Erben von Kühschmalz überlassen hat. 1579 war das Vorwerk im Besitz des Melchior Seidlitz. Im Dreißigjährigen Krieg wurde Würben verwüstet.
Nach dem Ersten Schlesischen Krieg 1742 fiel Würben mit dem größten Teil des Fürstentums Neisse an Preußen. Nach der Neuorganisation der Provinz Schlesien gehörte die Landgemeinde Würben ab 1816 zum Landkreis Grottkau im Regierungsbezirk Oppeln. 1845 bestanden im Dorf eine katholische Schule, ein Gutshof, ein Vorwerk und 30 weitere Häuser. Im gleichen Jahr lebten in Würben 193 Menschen, davon 23 evangelisch. 1855 wurde im Dorf eine Schule errichtet. 1855 lebten in Würben 265 Menschen. 1865 bestanden im Ort 21 Gärtner- und sechs Häuslerstellen. Die zweiklassige katholische Schule wurde im gleichen Jahr von 115 Schülern besucht. Seit 1874 gehörte Würben zum Amtsbezirk Striegendorf, mit dem es bis 1945 verbunden blieb. 1885 zählte Würben 195 Einwohner.
1933 lebten in Würben 197 Menschen, 1939 waren es 176. Bis Kriegsende 1945 gehörte der Ort zum Landkreis Grottkau. Bis 1945 gehörte das Dorf zu den Besitzgütern der Familie Endersdorf.
Als Folge des Zweiten Weltkriegs fiel Würben 1945 mit dem größten Teil Schlesiens an Polen. Nachfolgend wurde es in Wierzbna umbenannt und der Woiwodschaft Schlesien angeschlossen. Die deutsche Bevölkerung wurde – soweit sie nicht vorher geflohen war – weitgehend vertrieben. Die neu angesiedelten Bewohner stammten teilweise aus Ostpolen, das an die Sowjetunion gefallen war. 1950 wurde Wierzbna der Woiwodschaft Opole eingegliedert und 1999 kam es zum neu gegründeten Powiat Brzeski (Kreis Brieg).

## Sehenswürdigkeiten
- Sühnekreuz